# Agrotis pectinata
Agrotis pectinata är en fjärilsart som beskrevs av Walker 1865. Agrotis pectinata ingår i släktet Agrotis och familjen nattflyn. Inga underarter finns listade i Catalogue of Life.